# 杜鹃街道
杜鹃街道，是中华人民共和国贵州省毕节市黔西市下辖的一个街道办事处。
2011年12月27日，贵州省人民政府批复同意撤销黔西县城关镇，新设置的杜鹃街道辖育才社区（原城关镇育才社区、涌泉社区、城南村）、向阳社区（原城关镇向阳社区、城西村）、牌庄社区、金钟社区、乌骡坝社区、新民社区、大兴社区（林泉镇韦寨村、大兴村）、岔白社区（林泉镇岔白村、移民村、海西村）。

## 行政区划
杜鹃街道下辖以下地区：
育才社区、向阳社区、涌泉社区、城南村、城西村、新民村、金钟村、民族村、牌庄村、大兴村、韦寨村、海西村、岔白村和移民村。